# گمینا بژشچه
گمینا بژشچه (به لهستانی:  Gmina Brzeszcze) یک گمینا در لهستان است که در شهرستان اوشوینچیم واقع شده‌است. گمینا بژشچه ۴۶٫۱۳ کیلومتر مربع مساحت و ۲۱٬۵۵۷ نفر جمعیت دارد.